# 이시하라 료
이시하라 료(石原 良, いしはら りょう, 1931년 3월 31일 ~ )는 일본의 남성 성우이다. 아오니 프로덕션 소속. 구마모토현 구마모토시 출신이다.

## 출연 작품

### 텔레비전 애니메이션
1966년
- 유성가면(아틀랜타)
- 마법사 샐리(1966년)(야바메 아키라)

1968년
- 사이보그009(1968년)（002）

1969년
- 거인의 별(시마 세이치)

1979년
- 우주항공 모함 브르노아(나레이션)

### 극장판 애니메이션
- 사이보그 009(002)
- 사이보그 009 괴수 전쟁(002)
- 외톨이
- 사이보그 009 초은하 전설(나레이션)
- FUTURE WAR 198 X년(나레이션)